# Roi-Namur
Roi-Namur [ˌɹɔɪ -nəˈmʊər] ist eine Insel im nördlichen Teil des Kwajalein-Atolls in der Ralik-Kette der Republik der Marshallinseln (RMI). Heute bildet sie einen großen Teil der amerikanischen Ronald Reagan Ballistic Missile Defense Test Site (Kwajalein Missile Range) und ist Standort mehrerer Radarsysteme zur Verfolgung und Kennzeichnung von Raketensystemen für den Wiedereintritt (RV) in die Atmosphäre, sowie derer Tarn- und Steuersysteme (penetration aids, penaids).

## Geographie

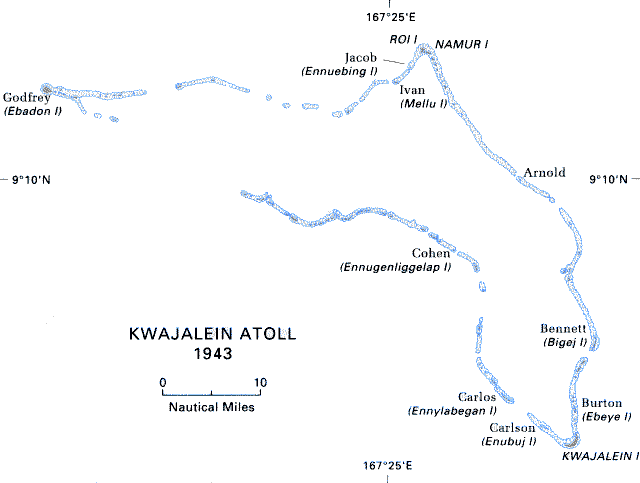
Karte des Atolls

Das Kwajalein-Atoll ist das Herz der Marshallinseln und liegt etwa 3900 Kilometer von Hawaii entfernt. Das Atoll besteht aus 97 Inseln und bedeckt eine Fläche von 6,33 Quadratkilometern. Das Atoll umschließt eine der weltweit größten Lagunen mit einer Ausdehnung von 839 Quadratkilometern. Roi-Namur ist die zweitgrößte Insel und liegt an der Nordspitze des Kwajalein-Atolls. Sie besteht aus zwei größeren Inselkörpern, die durch einen schmalen Mittelteil verbunden sind. Roi (marshallesisch Ruot, rʷuɔ͡ʌtˠ) liegt im Westen und Namur im Osten (marshallesisch Niṃur, nʲi͡ɯmˠɯ͡urʷ). Die Doppelinsel hat heute eine Fläche von ca. 2,6 km² (1 sqmi). Auf dem westlichen Inselkörper befindet sich der Freeflight International Airport (ROI). Es gibt eine Bootsverbindung von der Südküste von Namur nach Enubirr. Nach Südosten setzt sich der Atoll-Ring mit den Inseln Ennugarret und Enumennet fort und nach Südwesten erst nach etwa 3 km mit Ennuebing.
Es gibt die „Green Beaches“ (Namur, Südküste) und die „Red Beaches“ (Roi, Süden und Westen).

## Geschichte
Die Marshallinseln wurden 1885 zum deutschen Schutzgebiet aber bis 1906 kamen keine deutschen Beamten dauerhaft auf die Inseln. Die Verwaltung lag in der Hand einiger mächtiger Handelsgesellschaften. Mit dem Friedensvertrag von Versailles übernahm Japan nach dem Ersten Weltkrieg die Kolonien. Die Japaner begannen mit einer intensiven Kolonisierung und errichteten große Militärbasen und verstärkten vorhandene. Die Inseln wurden Teil der Großostasiatischen Wohlstandssphäre.
Roi-Namur war das Ziel der amerikanischen 4th Marine Division in der Schlacht um Kwajalein Anfang Februar 1944. Nach der amerikanischen Eroberung füllten US-Navy-Seabees den Zwischenraum der Inseln auf, so dass die heutige Form entstand.
Roi-Namur wurde von der Defense Advanced Research Projects Agency (DARPA) als Standort für eine Reihe von Radarexperimenten als Teil des Project Defender und speziell des Project PRESS ausgewählt. Diese Experimente arbeiteten daran, die Genauigkeit von Radargeräten so zu verbessern, dass eine feindliche Rakete beim Wiedereintritt erkannt werden konnte. Durch den Standort auf Roi-Namur, war es der Armee möglich Raketentests des Nike-X-Programm von Kwajalein Island und Meck Island weiter südlich zu beobachten.
1985 wurde Roi-Namur als National Historic Landmark ins National Register of Historic Places aufgenommen.
Heute leben auf Roi-Namur ca. 120 amerikanische und marshallesische Angestellte der Reagan Test Site.
Auf Roi befinden sich die Wohnungen und Freizeiteinrichtungen. Es gibt einen Golfplatz (9-Loch), ein Schwimmbecken, Tauchclub, Kino und Ballsportplätze. Der Freeflight International Airport ist ein kleinerer Flugplatz mit einer einzigen Rollbahn, der vor allem für den Personentransport genutzt wird.
Auf Namur befinden sich ALCOR-, ALTAIR-, MMW- und TRADEX-Radarstationen. Es gibt auch eine kleine Raketenbasis, von der gewöhnlich Kurzstreckenraketen zu Testzwecken abgefeuert werden. Es gibt auch noch zerfallende Gebäude und Pillbox-Bunker aus der japanischen Besatzungszeit.

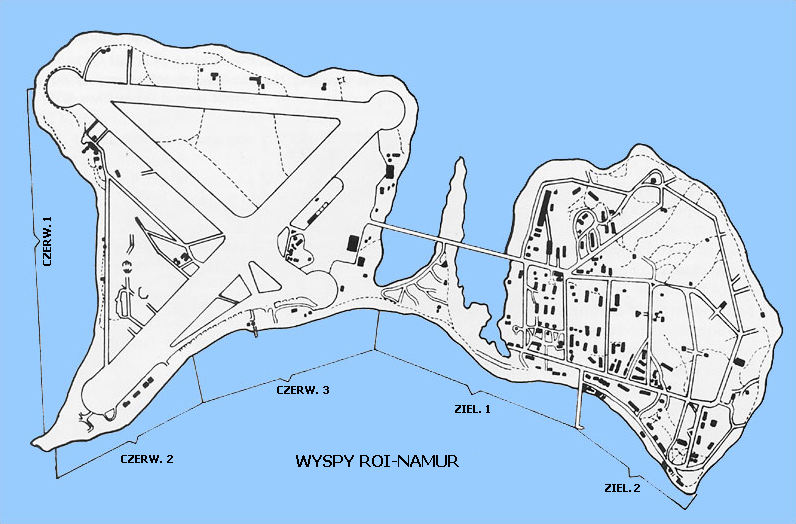
Karte von Roi-Namur im Ersten Weltkrieg mit Verbindungsdamm.
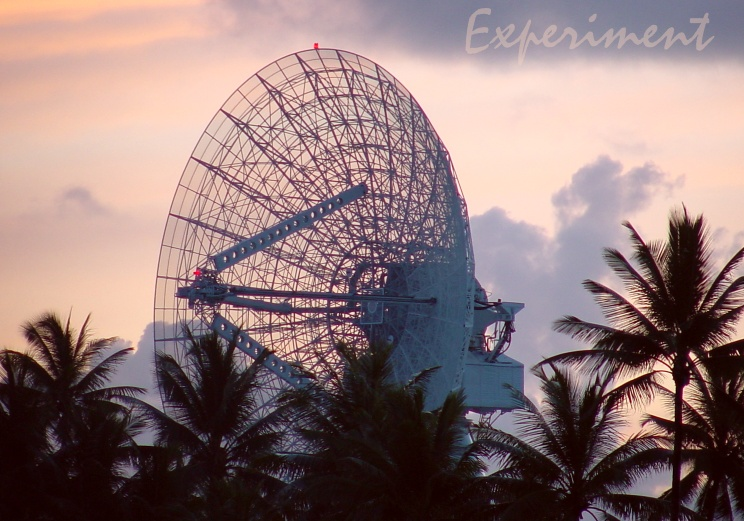
TRADEX-Radar